# (5298) Paraskevopoulos
(5298) Paraskevopoulos – planetoida z pasa głównego asteroid okrążająca Słońce w ciągu 5 lat i 63 dni w średniej odległości 2,99 j.a. Została odkryta 7 sierpnia 1966 roku w Boyden Observatory koło Bloemfontein. Nazwa planetoidy została nadana na cześć Johna Stefanosa Paraskevopoulosa (1889-1951), dyrektora obserwatorium ateńskiego, a później Boyden Observatory. Przed nadaniem nazwy planetoida nosiła oznaczenie tymczasowe (5298) 1966 PK.